# Episinus panamensis
Episinus panamensis là một loài nhện trong họ Theridiidae.
Loài này thuộc chi Episinus. Episinus panamensis được Herbert Walter Levi miêu tả năm 1955.